# Richard Reisinger
Richard Reisinger (* 2. Juli 1964 in Sulzbach-Rosenberg) ist ein bayerischer Politiker der CSU und seit 2008 Landrat im Landkreis Amberg-Sulzbach.

## Leben
Richard Reisinger erlangte 1983 die allgemeine Hochschulreife. Danach wurde er Diplom-Finanzwirt (FH) und Beamter im gehobenen Dienst der bayerischen Finanzverwaltung. Zusätzlich zu seiner Berufstätigkeit als Finanzbeamter absolvierte er ein Lehramtsstudium und war ab 1999 Gymnasiallehrer für die Fächer Englisch und Französisch am Herzog-Christian-August-Gymnasium in Sulzbach-Rosenberg. Für die Kommunalwahl im März 2008 wurde er von seiner Partei als Kandidat für das Amt des Landrats im Landkreis Amberg-Sulzbach aufgestellt und setzte sich in der Stichwahl gegen den Amtsinhaber Armin Nentwig (SPD) durch. Sein Amt trat er am 1. Mai 2008 an. 2014 wurde er gegen zwei und 2020 gegen drei Mitbewerber wiedergewählt.
Seit 2014 ist Reisinger Vorsitzender des Bezirksverbandes Oberpfalz des Bayerischen Landkreistages. Richard Reisinger war von 2019 bis 2023 Mitglied im Parteivorstand der CSU.   
Reisinger ist stellvertretender Präsident des Volksbundes Deutsche Kriegsgräberfürsorge.
Seit 3. Juli 2024 ist Richard Reisinger zweiter Vorsitzender im Sparkassenverband Bayern (SVB). Bei der 98. Ordentlichen Vollversammlung des Sparkassenverbandes Bayern wurde ein neues Präsidium gewählt. Erster Verbandsvorsitzender ist Dr. Thomas Jung (Politiker, 1961), Oberbürgermeister der Stadt Fürth, zweiter Verbandsvorsitzender ist Richard Reisinger und dritter Verbandsvorsitzender Dr. Uwe Brandl, Präsident des Bayerischen Gemeindetags und des Deutschen Städte- und Gemeindebunds. Die Verbandsvorsitzenden wurden für vier Jahre gewählt.